# مغنولية عطرية
ماغنوليا عطرية (الاسم العلمي:Magnolia aromatica) هي نوع من النباتات يتبع جنس الماغنوليا من الفصيلة الماغنولية.